# Ditha proxima
Espèce
Synonymes
- Compsaditha proxima Beier, 1951
- Ditha numburensis Morikawa, 1968

Ditha proxima est une espèce de pseudoscorpions de la famille des Tridenchthoniidae.

## Distribution
Cette espèce se rencontre au Viêt Nam, en Thaïlande, en Chine, au Bhoutan et au Népal.

## Description
Les femelles mesurent de 1,5 à 1,7 mm.

## Publication originale
- Beier, 1951 : Die Pseudoscorpione Indochinas. Mémoires du Muséum National d'Histoire Naturelle, Paris, nouvelle série, vol. 1, p. 47-123 (texte intégral).